# Gallal
Le gallal ou guellal est un instrument à percussion d'origine berbère utilisé dans la musique algérienne, notamment en Oranie.

## Facture

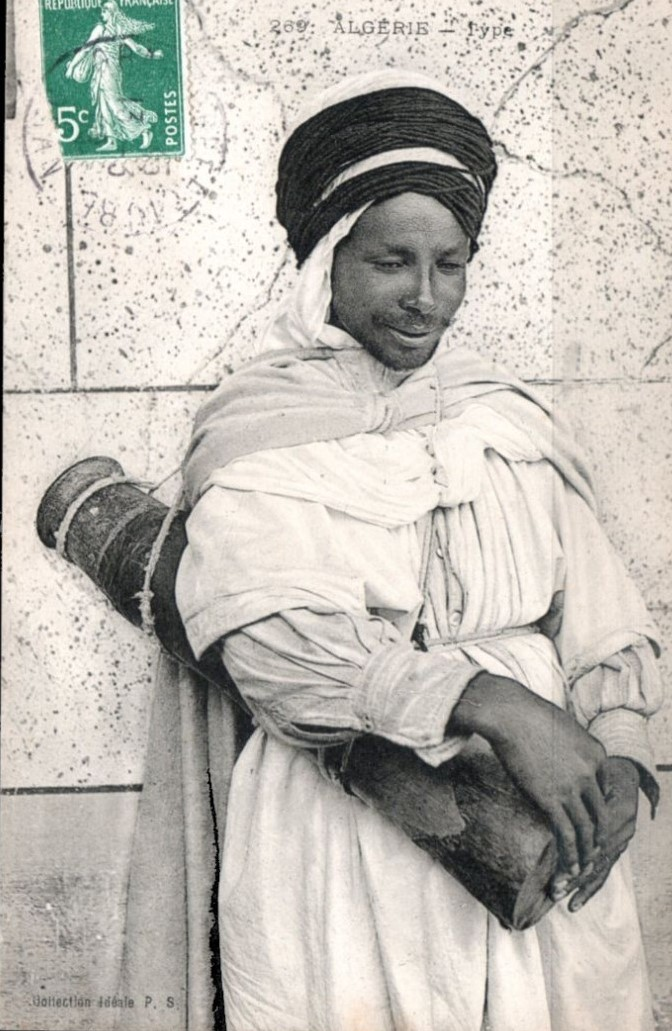
Carte postale coloniale d'un musicien avec gallal à Oran.

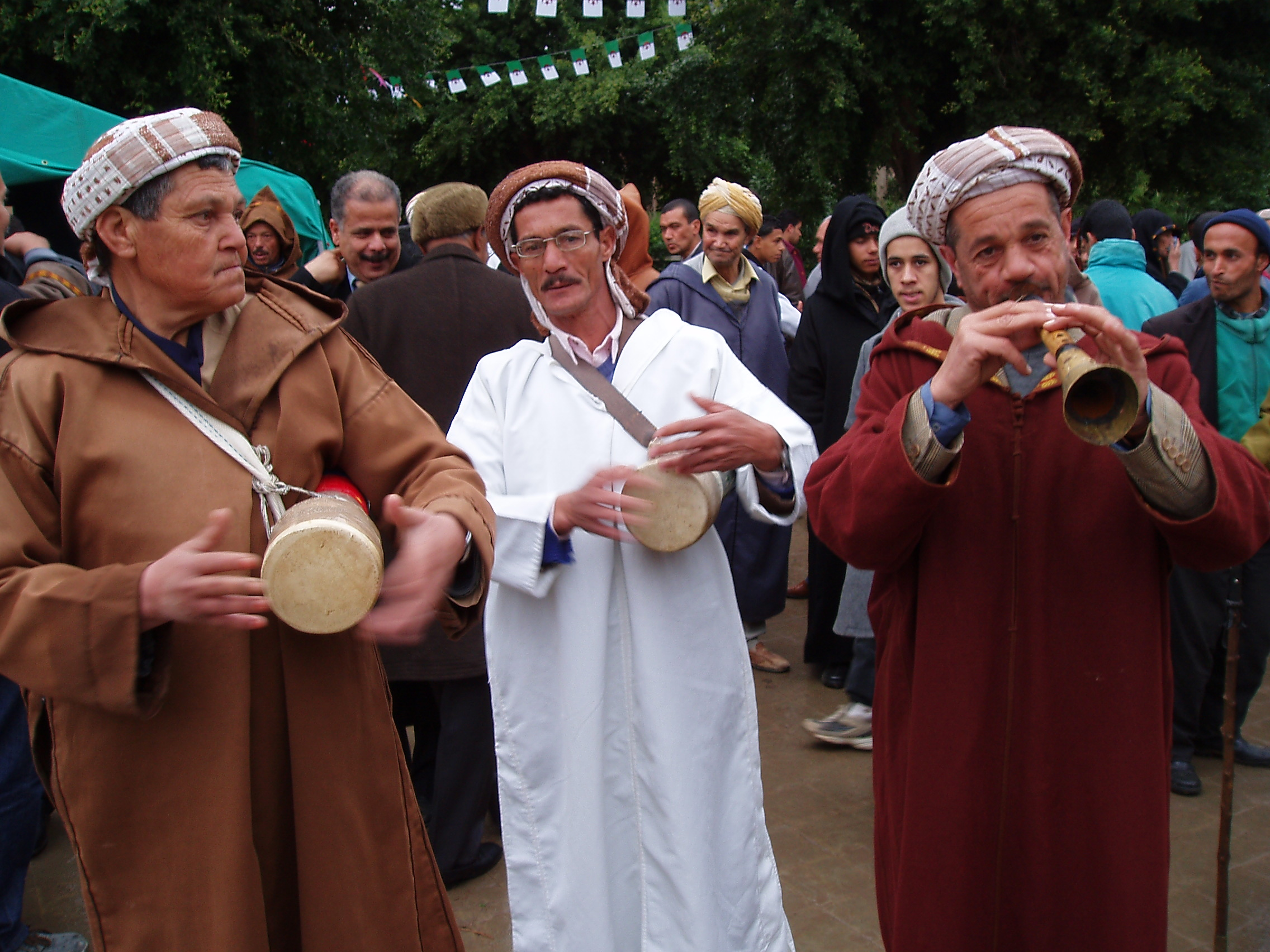
Deux joueurs de gallal, accompagnés d'un flûtiste de gasba.

Le gallal est un tambour traditionnel formé d'une peau tendue à l'une de ses extrémités et d'un cylindre en bois, d'environ soixante centimètres de long. Les plus anciens gallal connus sont généralement en bois de noyer.
C'est un instrument d'origine numide, typiquement attaché à l'Oranie.  Il est également appelé qallouz dans la région de Saïda et aqqallal chez les berbérophones du Dahra.

## Jeu
Le musicien porte le gallal en bandoulière sous l'aisselle ; assis, il le pose sur une cuisse près du genou. Le gallal est très utilisé dans la musique rurale de l'Ouest algérien, en association avec la gasba et parfois le bendir, dans les autres régions du pays, on trouve des associations similaires d'instruments à percussion et à vent : gasba ou ghayta ; avec tbal ou daf au Centre et tabla et/ou bendir à l'Est. 
Le gallal accompagne la gasba, dans le genre bédoui wahrani, musique traditionnelle des plaines d'Oranie. Dans l'orchestre bédoui simple, outre le chanteur qui dirige le groupe en jouant du gallal, on retrouve généralement deux flûtistes. En outre, ces mêmes instruments sont employés, dans son descendant, le raï traditionnel, notamment par les cheikhate telle que Djénia et Remitti.
Il est également utilisé dans les orchestres féminins des medahates, et des fqirât de la région de Tlemcen. Chez les berbérophones du Dahra, il est utilisé dans le genre musical berbère appelé daynan. Il est utilisé avec le bendir et le zamâr à corne dans la variante de la danse allaoui de la région de MSirda.